# Fryderyk za utwór roku
Fryderyk za utwór roku – polska nagroda muzyczna Fryderyk, przyznawana corocznie w latach 1995–2024 w sekcji muzyki rozrywkowej w kategorii utwór roku. Honorowała wykonawców, a w latach 2013–2018 dodatkowo kompozytorów i autorów tekstów, za utwór muzyczny. Fryderyki są przyznawane od 1995 przez Związek Producentów Audio-Video (ZPAV) za osiągnięcia w rodzimym przemyśle muzycznym. Od 2000 za wyłanianie nominowanych, a następnie laureatów odpowiedzialna jest powołana przez ZPAV Akademia Fonograficzna.
W edycjach od 1994 do 2012 kategoria nazywała się piosenka roku i honorowała tylko wykonawców. Od edycji 2013 zmieniła nazwę na utwór roku, ponadto zaczęła honorować także kompozytorów i autorów tekstów, równocześnie zostały wycofane dedykowane im kategorie kompozytor roku i autor roku. Od edycji 2019 kategoria ponownie zaczęła honorować tylko wykonawców w związku z przywróceniem kategorii kompozytor roku i autor roku. Po raz ostatni pojawiła się w edycji 2024. Od edycji 2025 została zastąpiona przez trzy kategorie gatunkowe: singiel roku pop, singiel roku pop alternatywny i singiel roku hip hop.
Najwięcej nominacji w kategorii (8) otrzymała Katarzyna Nosowska. Najwięcej nagród (3) zdobył Dawid Podsiadło. Po 2 nagrody wygrali Katarzyna Nosowska, Kortez, Lech Janerka, Muniek Staszczyk, Myslovitz i Vito Bambino.

## Laureaci i nominowani
| Rok          | Nagrodzony utwór              | Nagrodzeni artyści                                                                                                | Pozostałe nominacje | Źr.    |
| ------------ | ----------------------------- | --- | --- | ------ |

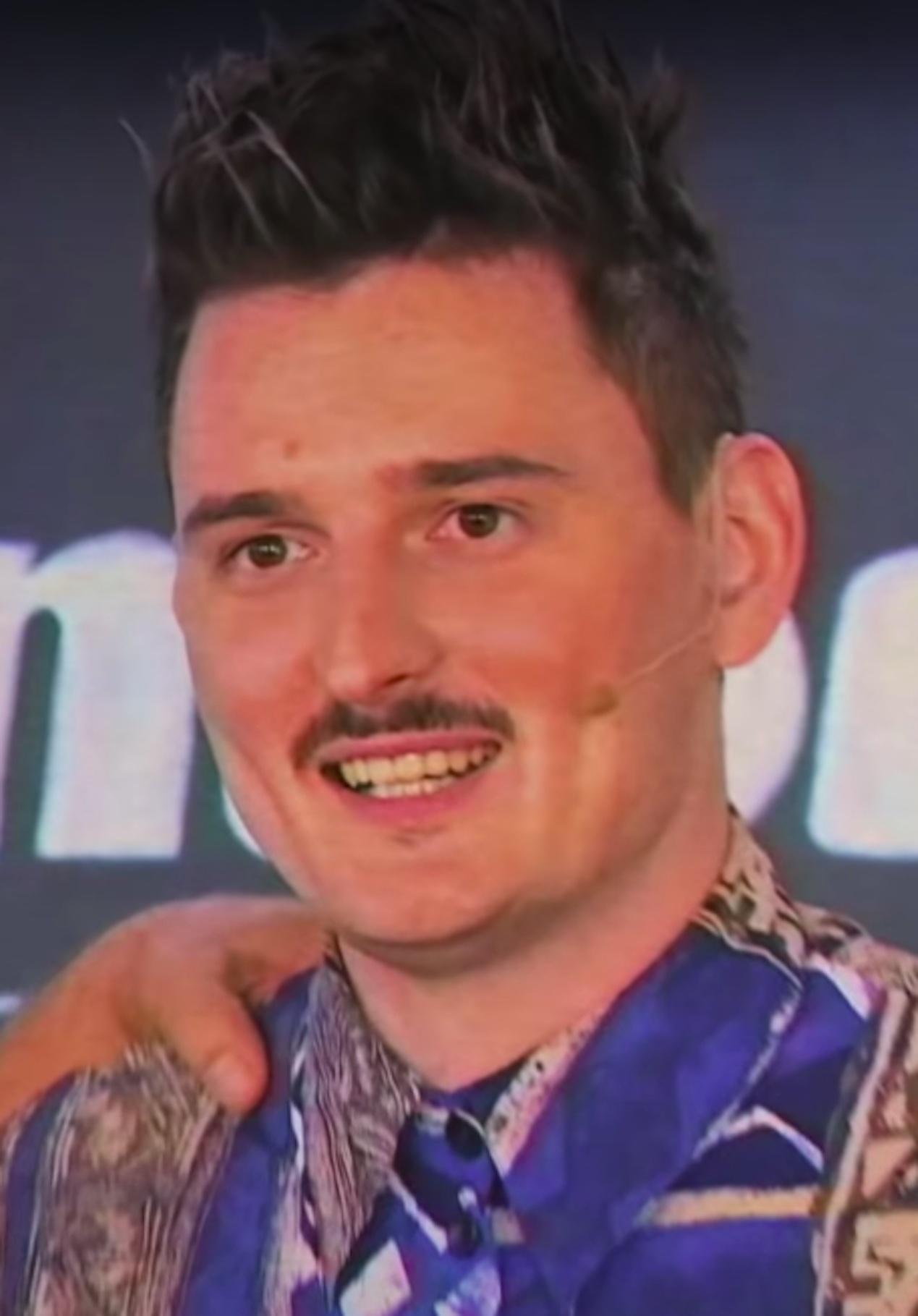
Dawid Podsiadło, rekordowy trzykrotny laureat (jako solista i kompozytor w 2014, z Męskie Granie Orkiestrą 2018 w 2019 i z Męskie Granie Orkiestrą 2021 w 2022), siedmiokrotnie nominowany (jako solista, z Męskie Granie Orkiestrą 2018, z Męskie Granie Orkiestrą 2021, jako kompozytor i autor)

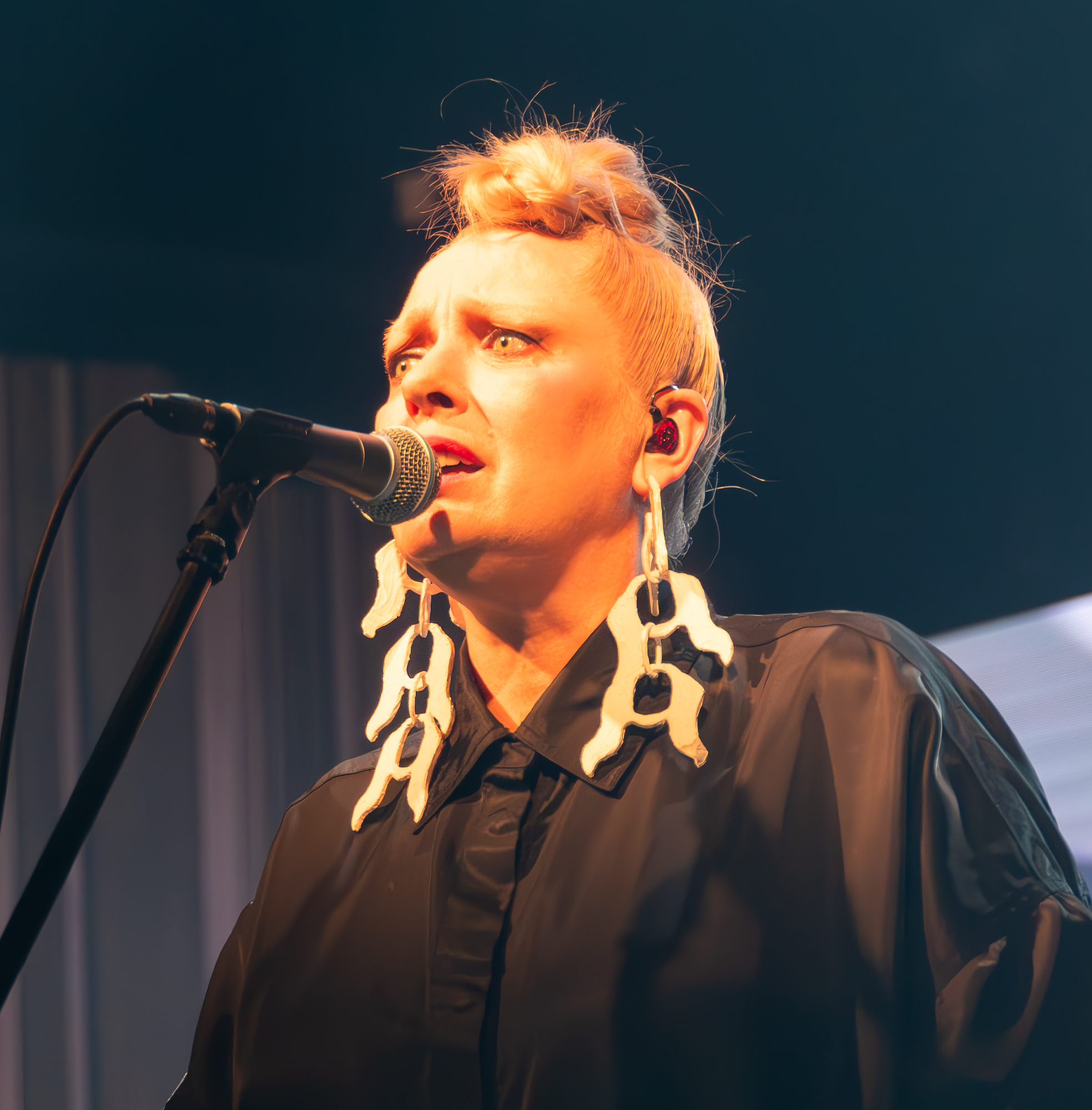
Katarzyna Nosowska, dwukrotna laureatka (jako solistka w 2008 i z Hey w 2010), rekordowo ośmiokrotnie nominowana (jako solistka, z Hey, jako kompozytorka i autorka)

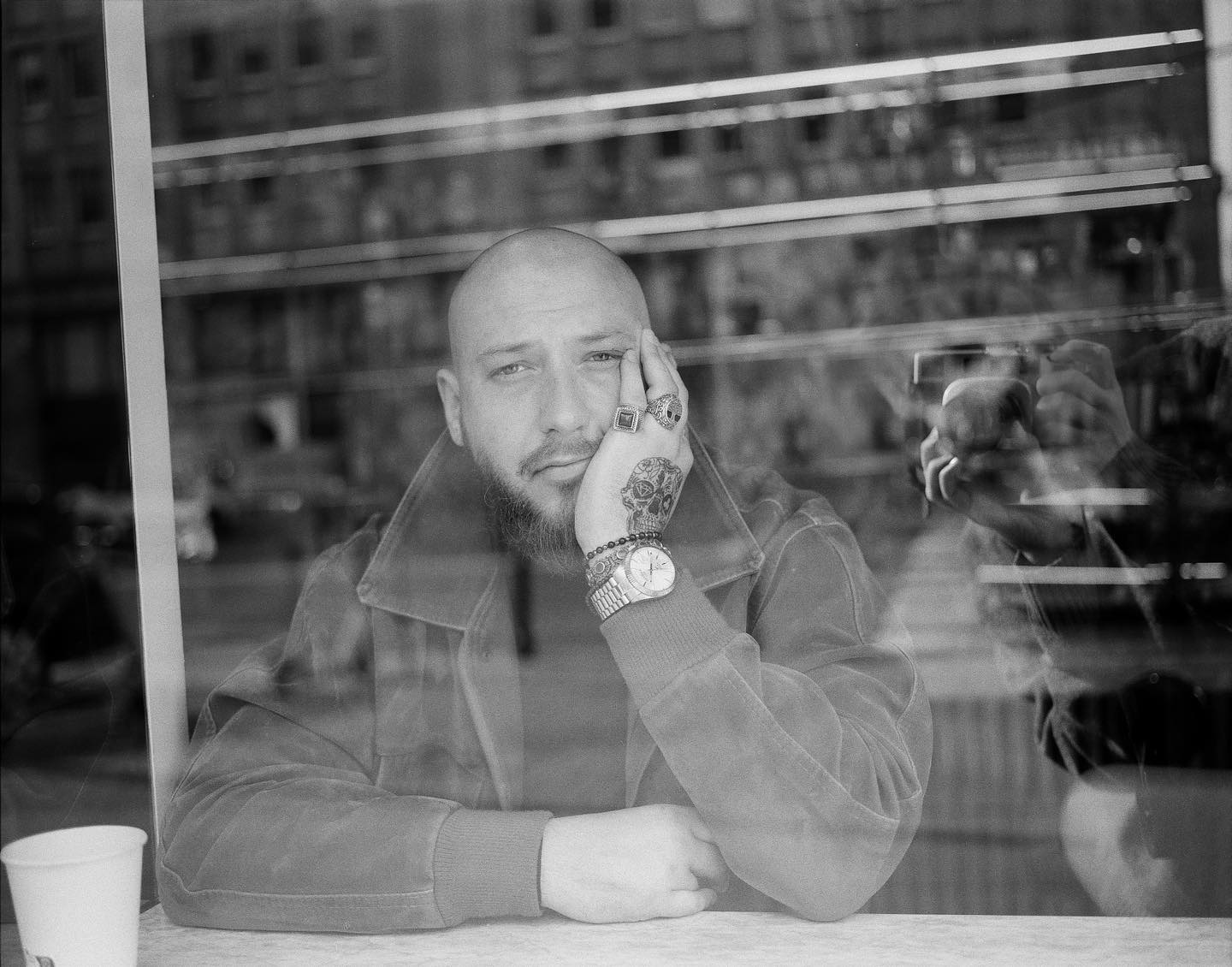
Kortez, dwukrotny laureat (jako solista i kompozytor w 2018 i z Męskie Granie Orkiestrą 2018 w 2019), trzykrotnie nominowany (jako solista, z Męskie Granie Orkiestrą 2018, jako kompozytor i autor)

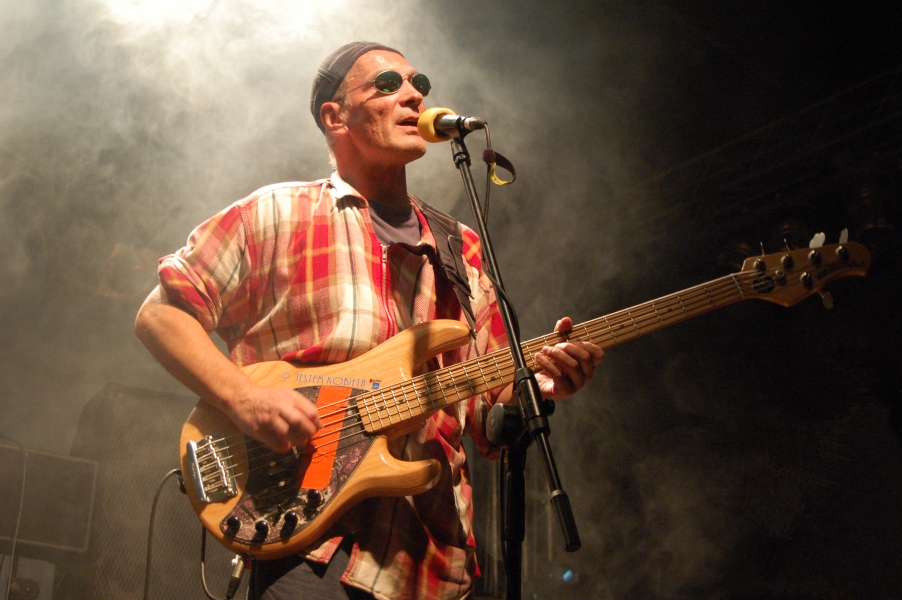
Lech Janerka, dwukrotny laureat i dwukrotnie nominowany (w 2005 i 2024)

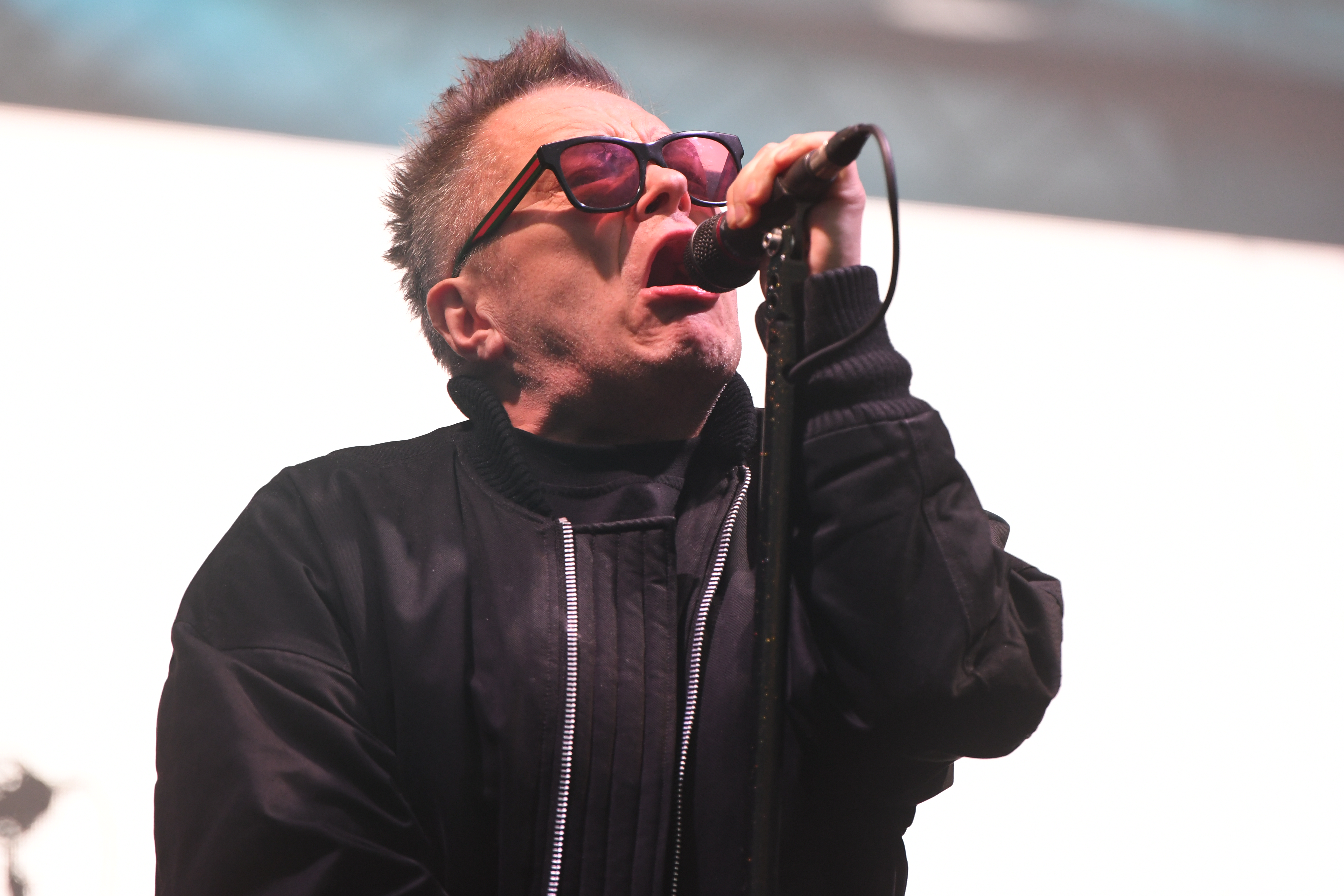
Muniek Staszczyk, dwukrotny laureat (z T.Love w 2001 i jako solista w 2020), trzykrotnie nominowany (jako solista i z T.Love)

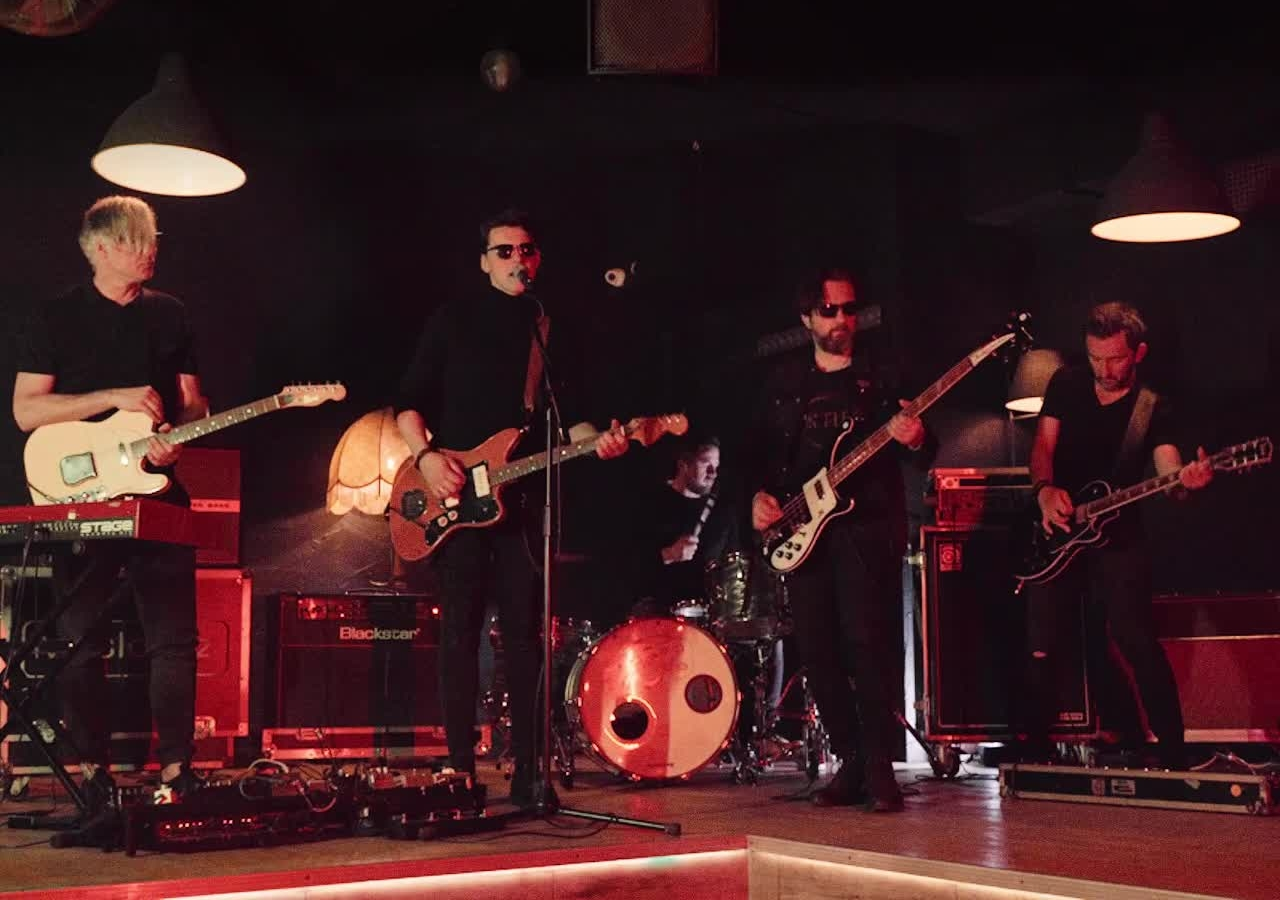
Myslovitz, dwukrotni laureaci i dwukrotnie nominowani (w 1999 i 2000)

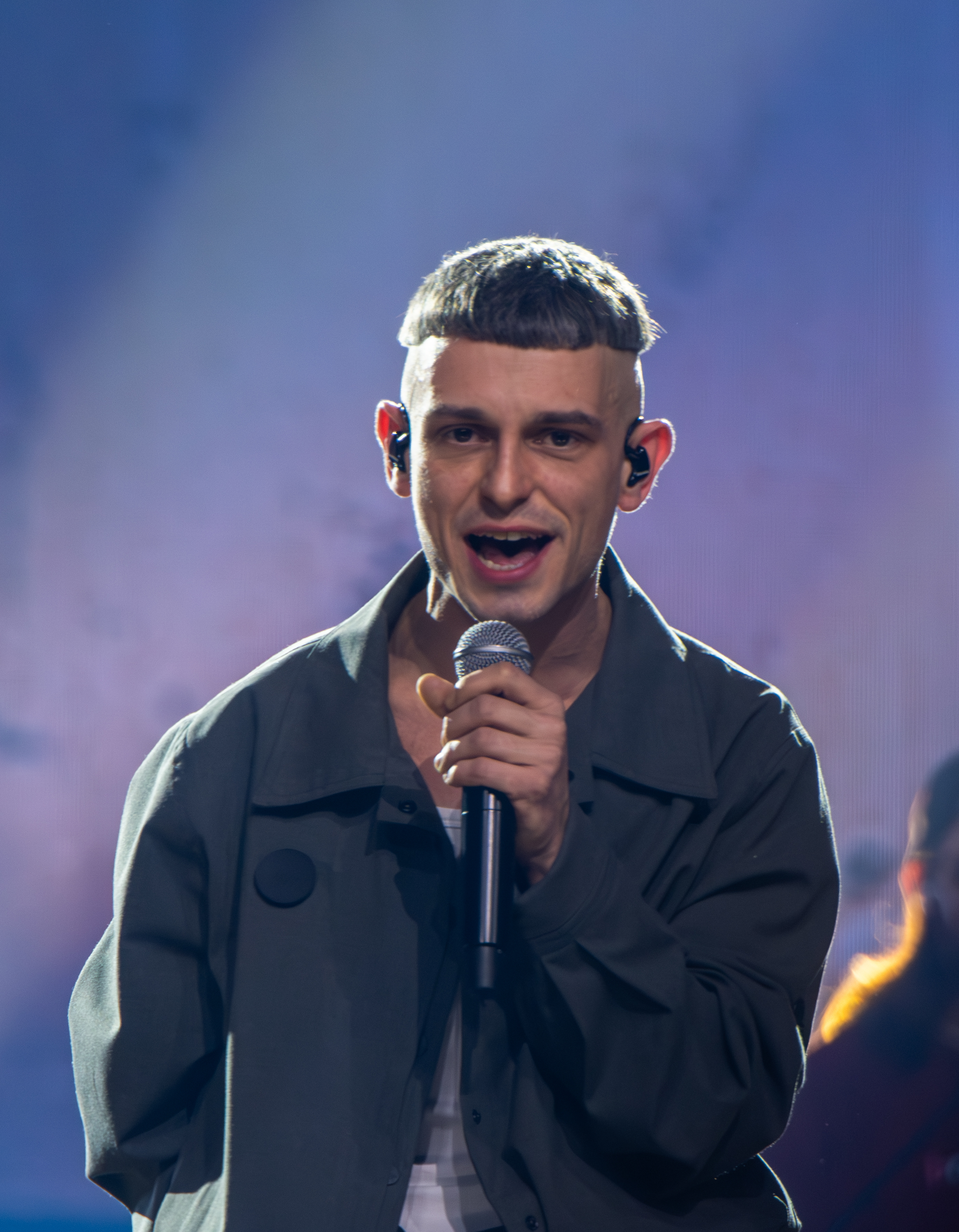
Vito Bambino, dwukrotny laureat (jako solista w 2022 i z Męskie Granie Orkiestrą 2021 w 2023), czterokrotnie nominowany (jako solista, z Męskie Granie Orkiestrą 2021 i Męskie Granie Orkiestrą 2023)

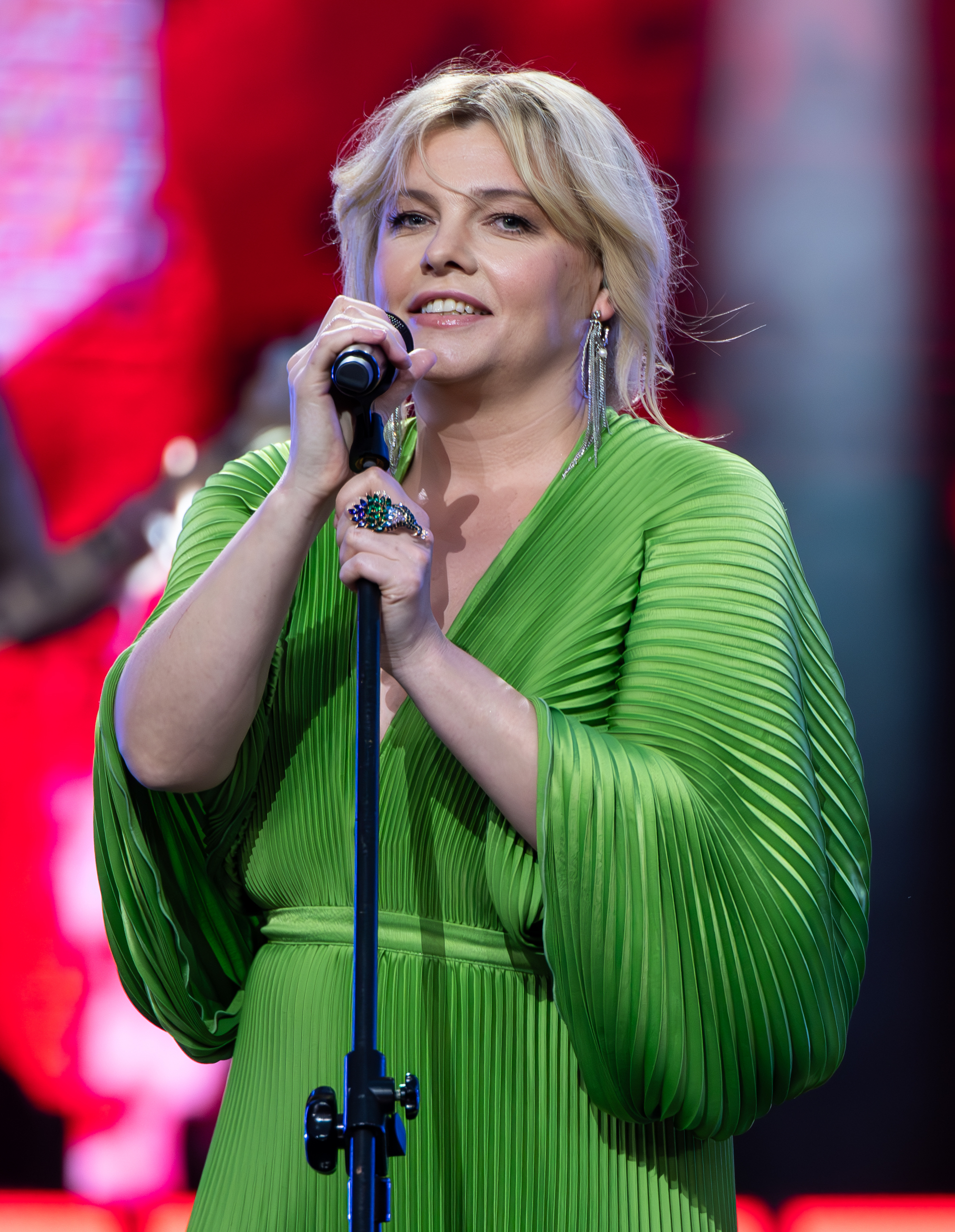
Ania Dąbrowska, laureatka w 2006, siedmiokrotnie nominowana (jako solistka, kompozytorka i autorka)

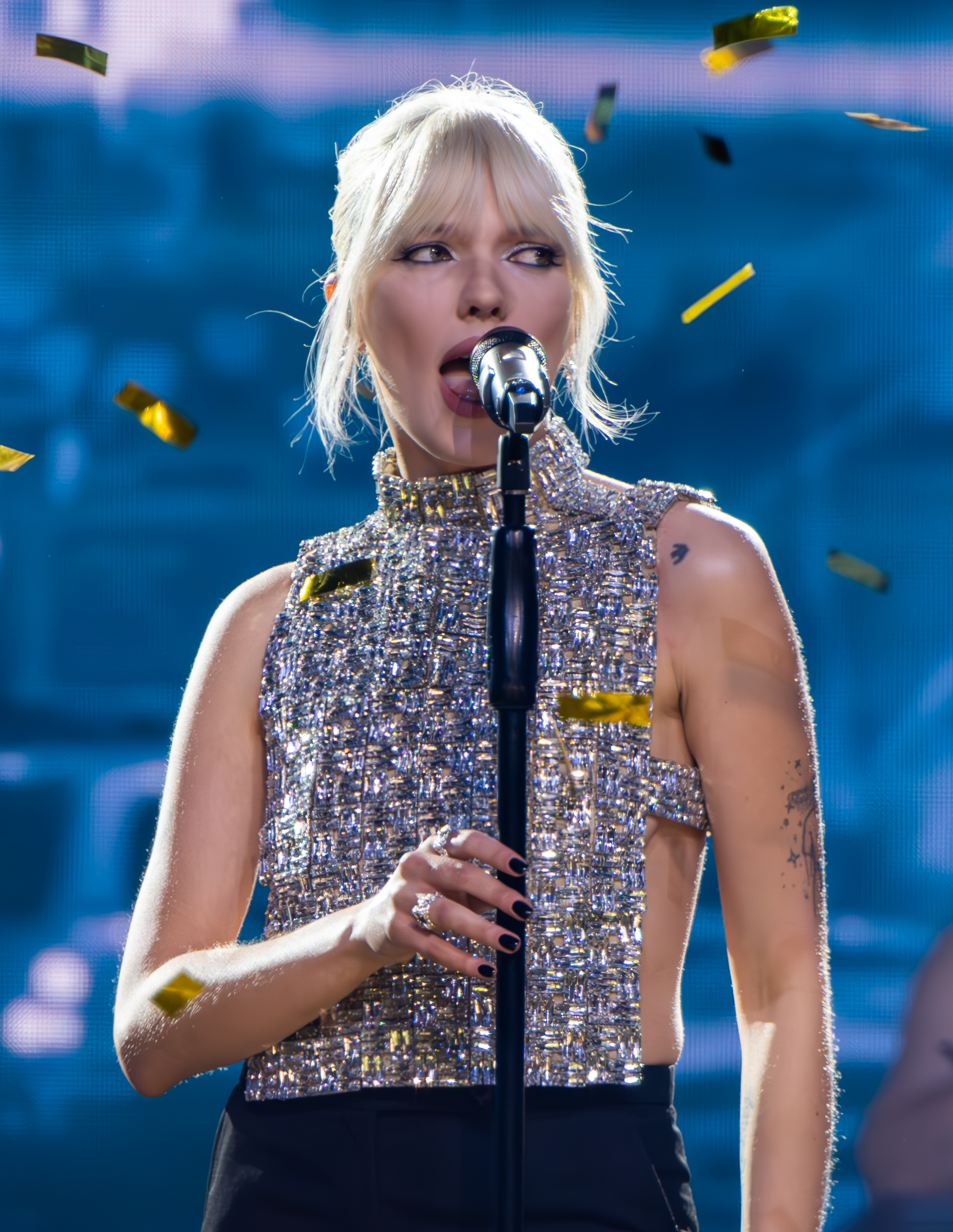
Daria Zawiałow, laureatka z Męskie Granie Orkiestrą 2021 w 2022, siedmiokrotnie nominowana (jako solistka, z Męskie Granie Orkiestrą 2021, jako kompozytorka i autorka)

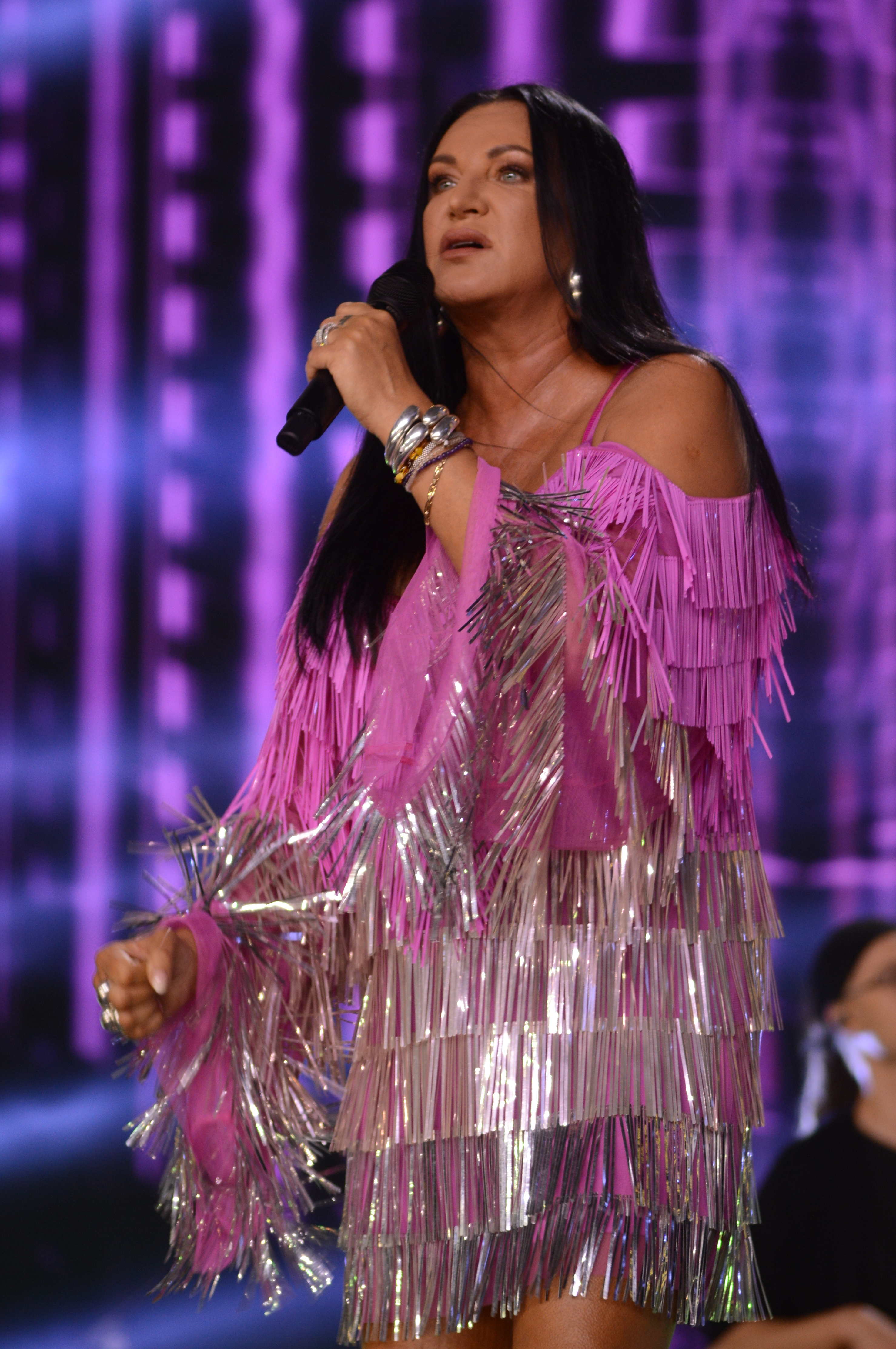
Kayah, sześciokrotnie nominowana

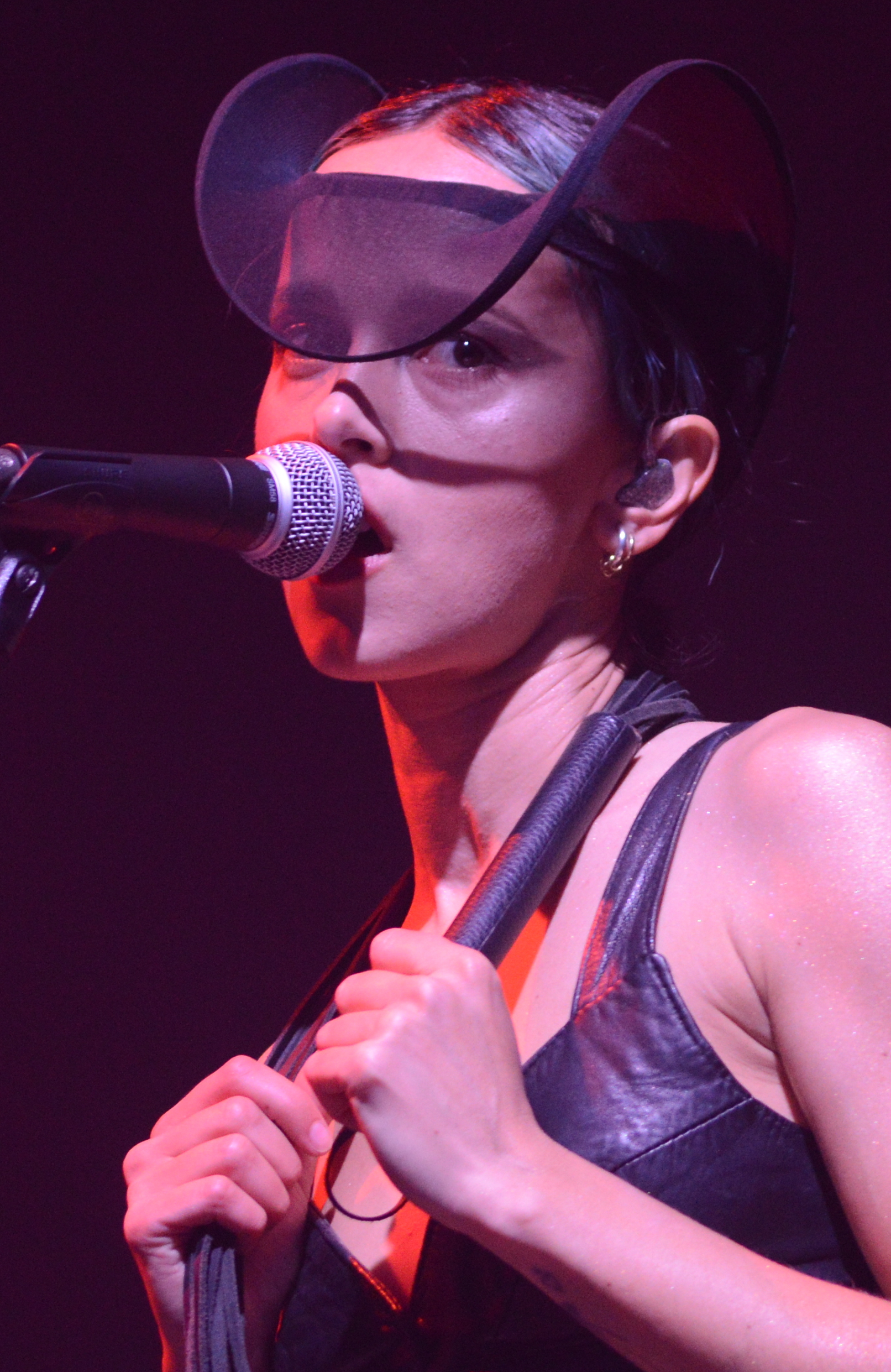
Brodka, laureatka w 2013, pięciokrotnie nominowana (jako solistka, kompozytorka i autorka)

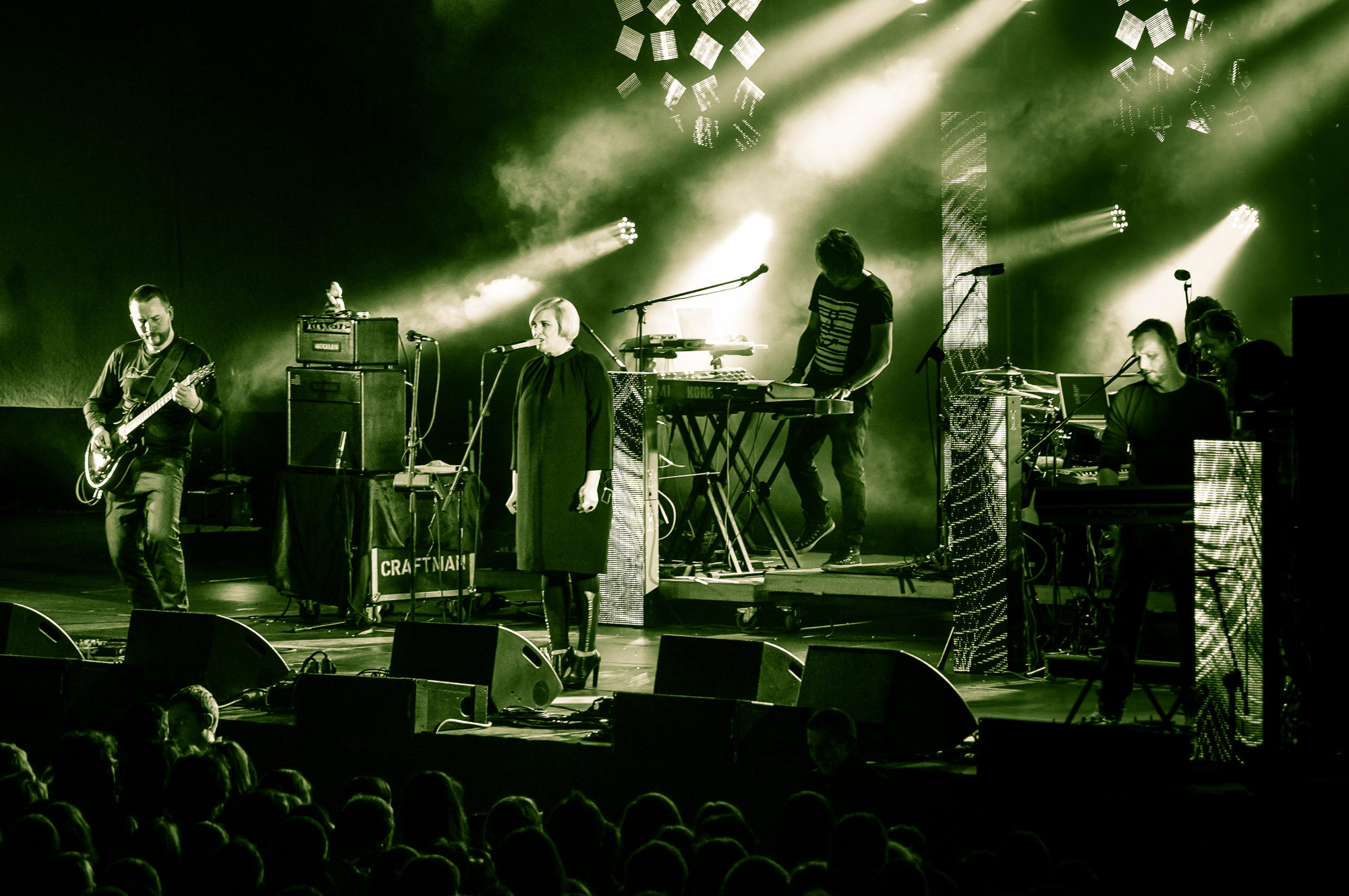
Hey, laureaci w 2010, pięciokrotnie nominowani

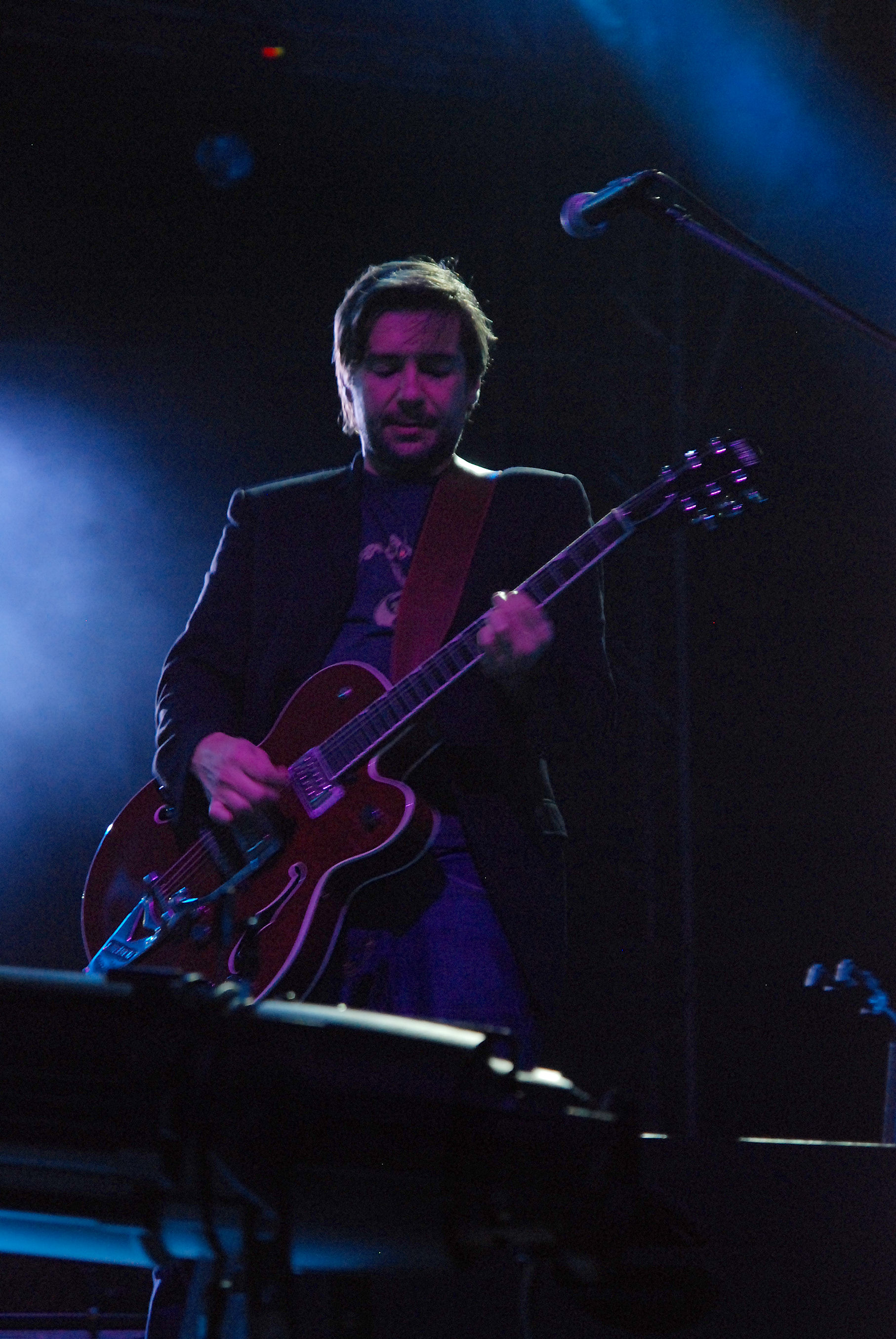
Paweł Krawczyk, laureat z Hey w 2010, pięciokrotnie nominowany (z Hey i jako kompozytor)

| 1994         | „Zanim zrozumiesz”            | Varius Manx | - „Cichosza” – Grzegorz Turnau - „To nie ja!” – Edyta Górniak - „Transmission Into Your Heart” – Houk - „Sen” – Edyta Bartosiewicz | [ 4 ]  |
| 1995         | „A to, co mam…”               | Kasia Kowalska | - „Dotyk” – Edyta Górniak - „Dziewczyna Szamana” – Justyna Steczkowska - „Lato” – Formacja Nieżywych Schabuff - „O sobie samym” – Robert Gawliński - „Szał” – Edyta Bartosiewicz | [ 5 ]  |
| 1996         | „Oko za oko”                  | Justyna Steczkowska                                                                                               | - „Coś optymistycznego” – Kasia Kowalska - „I wszystko się może zdarzyć” – Anita Lipnicka - „Krzyczę – jestem” – O.N.A. - „Orła cień” – Varius Manx | [ 6 ]  |
| 1997         | „Takie tango”                 | Budka Suflera | - „12 groszy” – Kazik - „Chłopaki nie płaczą” – T.Love - „Na językach” – Kayah - „Supermenka” – Kayah | [ 7 ]  |
| 1998         | „Zakręcona”                   | Reni Jusis | - „Gdy nie ma dzieci” – Kult - „Jesienna deprecha” – Kury - „Niepokonani” – Perfect - „Mamona” – Republika | [ 8 ]  |
| 1999         | „Długość dźwięku samotności”  | Myslovitz | - „Dumka na dwa serca” – Edyta Górniak i Mietek Szcześniak - „Ja wysiadam” – Anna Maria Jopek - „Prawy do lewego” – Kayah i Goran Bregović - „Wszystko jest na sprzedaż” – De Mono | [ 9 ]  |
| 2000         | „Chłopcy”                     | Myslovitz | - „Bal wszystkich świętych” – Budka Suflera - „Czerwone korale” – Brathanki - „Słodycze” – Golec uOrkiestra - „Święty święty uśmiechnięty” – Arka Noego | [ 10 ] |
| 2001         | „Nie, nie, nie”               | T.Love | - „Cisza, ja i czas” – Hey - „Embarcação” – Kayah i Cesária Évora - „Malcziki” – Yugoton - „Niekochana” – O.N.A. - „T. Time” – Smolik | [ 11 ] |
| 2002         | „Baśka”                       | Wilki | - „Antidotum” – Kasia Kowalska - „Bo jesteś ty” – Krzysztof Krawczyk - „Lepszy model” – Kasia Klich - „Tam, gdzie nie sięga wzrok” – Anna Maria Jopek i Pat Metheny | [ 12 ] |
| 2003         | „Trudno nie wierzyć w nic”    | Raz, Dwa, Trzy | - „Kiedyś cię znajdę” – Reni Jusis - „Siłacz” – Marcin Rozynek - „Testosteron” – Kayah - „You May Be In Love” – Blue Café | [ 13 ] |
| 2004         | „Trudno tak”                  | Krzysztof Krawczyk i Edyta Bartosiewicz                                                                           | - „Otwieram wino” – Sidney Polak - „Stacja Warszawa” – Lady Pank - „Sutra” – Sistars - „Tego chciałam” – Ania | [ 14 ] |
| 2005 (remis) | „Prócz ciebie, nic”           | Krzysztof Kiljański                                                                                               | - „Inspirations” – Sistars - „Mimo wszystko” – Hey - „My Music” – Sistars | [ 15 ] |
| 2005 (remis) | „Rower”                       | Lech Janerka | - „Inspirations” – Sistars - „Mimo wszystko” – Hey - „My Music” – Sistars | [ 15 ] |
| 2006         | „Trudno mi się przyznać”      | Ania | - „CYE” – Smolik - „Na kolana” – Kasia Cerekwicka - „Nie mam czasu na seks” – Maria Peszek - „Tylko mnie kochaj” – Goya | [ 16 ] |
| 2008         | „Era retuszera”               | Nosowska | - „A gdy jest już ciemno” – Feel - „Koledzy” – Maciej Maleńczuk i Wojciech Waglewski - „[sic!]” (wersja MTV Unplugged) – Hey - „Sexi Flexi” – Natalia Kukulska | [ 17 ] |
| 2009         | „Maszynka do świerkania”      | Czesław Śpiewa | - „Jak anioła głos” – Feel - „Kto tam u ciebie jest?” – Nosowska - „Nigdy więcej nie tańcz ze mną” – Ania Dąbrowska - „Rosół” – Maria Peszek | [ 18 ] |
| 2010         | „Kto tam? Kto jest w środku?” | Hey | - „Barykady” – Lipali - „Chodź, przytul, przebacz” – Andrzej Piaseczny - „Nie mogę cię zapomnieć” – Agnieszka Chylińska - „Pies 1” – BiFF | [ 19 ] |
| 2011         | „Love Shack”                  | Acid Drinkers | - „Dalej niż sięga myśl” – Raz, Dwa, Trzy - „Granda” – Brodka - „Już” – Raz, Dwa, Trzy - „W pięciu smakach” – Brodka | [ 20 ] |
| 2012         | „Boso”                        | Zakopower | - „Matrioszka” – Julia Marcell - „Nomada” – Nosowska - „Solą w oku” – Illusion - „Ślepa miłość” – Ania Rusowicz | [ 21 ] |
| 2013         | „Varsovie”                    | Brodka - muzyka: Bartosz Dziedzic i Monika Brodka - słowa: Monika Brodka i Quentin Carenzo                        | - „Linoskoczek” – Skubas - muzyka: Skubas - słowa: Sławomir Młynarczyk - „Ludzie psy” – Maria Peszek - muzyka: Maria Peszek i Michał „Fox” Król - słowa: Maria Peszek - „Pierwszy raz” – Voo Voo - muzyka i słowa: Wojciech Waglewski - „Wilki dwa” – Luxtorpeda - muzyka: Luxtorpeda - słowa: Przemysław Frencel i Robert Friedrich                                                                                           | [ 22 ] |
| 2014         | „Trójkąty i kwadraty”         | Dawid Podsiadło - muzyka: Bogdan Kondracki i Dawid Podsiadło - słowa: Karolina Kozak                              | - „Bałkanica” – Piersi - muzyka: Adam „Asan” Asanov i Zbigniew „Dziadek” Moździerski - słowa: Adam „Asan” Asanov - „Mózg” – Misia Ff - muzyka: Rykarda Parasol - słowa: Misia Furtak - „Ojciec” – Wojciech Waglewski, Fisz i Emade - muzyka: Wojciech Waglewski - słowa: Fisz - „Peron” – Jamal - muzyka: Tomasz Mioduszewski i Andrzej „Gienia” Markowski - słowa: Tomasz Mioduszewski                                        | [ 23 ] |
| 2015         | „Miód”                        | Natalia Przybysz - muzyka: Natalia Przybysz i Jerzy Zagórski - słowa: Natalia Przybysz                            | - „Beksa” – Artur Rojek - muzyka: Artur Rojek i Bartosz Dziedzic - słowa: Artur Rojek i Bartosz Dziedzic - „Nie mam dla ciebie miłości” – Skubas - muzyka: Skubas - słowa: Barbara Adamczyk - „Syreny” – Artur Rojek - muzyka: Artur Rojek i Bartosz Dziedzic - słowa: Artur Rojek, Bartosz Dziedzic i Radek Łukasiewicz - „Ślady” – Fisz Emade Tworzywo - muzyka: Emade - słowa: Fisz                                         | [ 24 ] |
| 2016         | „Rzuć to wszystko co złe”     | Zbigniew Wodecki i Mitch & Mitch - muzyka: Zbigniew Wodecki - słowa: Leszek Długosz                               | - „Nieprawda” – Ania Dąbrowska - muzyka: Ania Dąbrowska - słowa: Ania Dąbrowska i Dagmara Melosik - „W dobrą stronę” – Dawid Podsiadło - muzyka: Dawid Podsiadło i Bogdan Kondracki - słowa: Dawid Podsiadło - „Wojenka” – Lao Che - muzyka: Lao Che - słowa: Hubert „Spięty” Dobaczewski - „Zostań” – Kortez - muzyka: Kortez - słowa: Kortez i Agata Trafalska                                                               | [ 25 ] |
| 2017         | „Mississippi w ogniu”         | Ørganek - muzyka: Tomasz Organek, Adam Staszewski, Tomasz Lewandowski i Robert Markiewicz - słowa: Tomasz Organek | - „Horses” – Brodka - muzyka: Monika Brodka - słowa: Monika Brodka i Zbigniew Bzymek - „Królowa łez” – Agnieszka Chylińska - muzyka: Bartek Królik i Marek Piotrowski - słowa: Agnieszka Chylińska - „Prędko, prędzej” – Hey - muzyka: Paweł Krawczyk i Katarzyna Nosowska - słowa: Katarzyna Nosowska - „W głowie” – Ania Dąbrowska - muzyka: Ania Dąbrowska i Martyna Melosik - słowa: Ania Dąbrowska                        | [ 26 ] |
| 2018         | „Dobry moment”                | Kortez - muzyka: Kortez - słowa: Agata Trafalska                                                                  | - „Jeszcze w zielone gramy” – Daria Zawiałow - muzyka: Jerzy „Duduś” Matuszkiewicz - słowa: Wojciech Młynarski - „Na skróty” – Daria Zawiałow - muzyka: Michał Kush i Daria Zawiałow - słowa: Daria Zawiałow - „Porady na zdrady (Dreszcze)” – Ania Dąbrowska - muzyka: Ania Dąbrowska - słowa: Ania Dąbrowska i Martyna Melosik - „Z Tobą nie umiem wygrać” – Ania Dąbrowska - muzyka: Ania Dąbrowska - słowa: Ania Dąbrowska | [ 27 ] |
| 2019         | „Początek”                    | Męskie Granie Orkiestra 2018 (Kortez, Dawid Podsiadło i Krzysztof Zalewski)                                       | - „Małomiasteczkowy” – Dawid Podsiadło - „Nic tu po mnie” – Michał Szczygieł - „Nie dobiję się do Ciebie” – Daria Zawiałow - „Nie ma mnie” – Lanberry | [ 28 ] |
| 2020         | „Pola”                        | Muniek Staszczyk                                                                                                  | - „Czułe miejsce” – Baranovski - „Hej Hej!” – Daria Zawiałow - „Te smaki i zapachy” – Król - „Superhero” – Viki Gabor | [ 29 ] |
| 2021         | „Polskie tango”               | Taco Hemingway | - „Król nocy” – Grzegorz Hyży - „Nie mów” – Rosalie. - „Plan awaryjny” – Lanberry - „Szampan” – sanah | [ 30 ] |
| 2022         | „I Ciebie też, bardzo”        | Męskie Granie Orkiestra 2021 (Daria Zawiałow, Dawid Podsiadło i Vito Bambino)                                     | - „kolońska i szlugi” – sanah - „Szaroróżowe” – Muchy - „Za krótki sen” – Daria Zawiałow i Dawid Podsiadło - „Złoto” – Mrozu | [ 31 ] |
| 2023         | „Za daleko”                   | Mrozu, gościnnie: Vito Bambino                                                                                    | - „Czekam na znak” – Ignacy - „mori” – Dawid Podsiadło - „Sadza” – Brodka - „Wszystko ok?” – Rubens | [ 32 ] |
| 2024         | „Dupa jak sofa”               | Lech Janerka | - „Etna” – Vito Bambino - „Fifi Hollywood” – Daria Zawiałow - „Jesień – tańcuj” – L.U.C. i Rebel Babel Film Orchestra, gościnnie: Kayah, Dagadana, Laboratorium Pieśni i Tęgie Chłopy - „Supermoce” – Męskie Granie Orkiestra 2023 (Igo, Mrozu i Vito Bambino) | [ 33 ] |

## Statystyki
| Liczba | Osoba/zespół       | Lata             |
| ------ | ------------------ | ---------------- |
| 3      | Dawid Podsiadło    | 2014, 2019, 2022 |
| 2      | Katarzyna Nosowska | 2008, 2010       |
| 2      | Kortez             | 2018, 2019       |
| 2      | Lech Janerka       | 2005, 2024       |
| 2      | Muniek Staszczyk   | 2001, 2020       |
| 2      | Myslovitz          | 1999, 2000       |
| 2      | Vito Bambino       | 2022, 2023       |

| Liczba | Osoba/zespół        | Lata                                          |
| ------ | ------------------- | --------------------------------------------- |
| 8      | Katarzyna Nosowska  | 2001, 2005, 2008 (×2), 2009, 2010, 2012, 2017 |
| 7      | Ania Dąbrowska      | 2004, 2006, 2009, 2016, 2017, 2018 (×2)       |
| 7      | Daria Zawiałow      | 2018 (×2), 2019, 2020, 2022 (×2), 2024        |
| 7      | Dawid Podsiadło     | 2014, 2016, 2019 (×2), 2022 (×2), 2023        |
| 6      | Kayah               | 1997 (×2), 1999, 2001, 2003, 2024             |
| 5      | Brodka              | 2011 (×2), 2013, 2017, 2023                   |
| 5      | Hey                 | 2001, 2005, 2008, 2010, 2017                  |
| 5      | Paweł Krawczyk      | 2001, 2005, 2008, 2010, 2017                  |
| 4      | Agnieszka Chylińska | 1996, 2001, 2010, 2017                        |
| 4      | Artur Rojek         | 1999, 2000, 2015 (×2)                         |
| 4      | Bartek Królik       | 2004, 2005 (×2), 2017                         |
| 4      | Marek Piotrowski    | 2004, 2005 (×2), 2017                         |
| 4      | Natalia Przybysz    | 2004, 2005 (×2), 2015                         |
| 4      | Vito Bambino        | 2022, 2023, 2024 (×2)                         |
| 3      | Bartosz Dziedzic    | 2013, 2015 (×2)                               |
| 3      | Edyta Bartosiewicz  | 1994, 1995, 2004                              |
| 3      | Edyta Górniak       | 1994, 1995, 1999                              |
| 3      | Kasia Kowalska      | 1995, 1996, 2002                              |
| 3      | Kazik Staszewski    | 1997, 1998, 2001                              |
| 3      | Kortez              | 2016, 2018, 2019                              |
| 3      | Maria Peszek        | 2006, 2009, 2013                              |
| 3      | Mrozu               | 2022, 2023, 2024                              |
| 3      | Muniek Staszczyk    | 1997, 2001, 2020                              |
| 3      | Raz, Dwa, Trzy      | 2003, 2011 (×2)                               |
| 3      | Sistars             | 2004, 2005 (×2)                               |
| 3      | Wojciech Waglewski  | 2008, 2013, 2014                              |